# 翟立林
翟立林（1915年—2003年6月18日），男，奉天（今辽宁）沈阳人，中国管理学家，同济大学教授，中国系统工程学会名誉会员。